# Thông Châu
Thông Châu (tiếng Trung: 通州区; bính âm: Tongzhōu Qū, Hán Việt: Thông Châu khu là một quận cận nội thành của thủ đô Bắc Kinh, Trung Quốc. Quận Thông Châu có diện tích 870  km², dân số theo điều tra năm 2000 là 674.000 người và mật độ dân số là 775 người/ km². Đây là huyện Thông Châu cho đến 1997 thì được chuyển thành quận. Quận này nằm ở đông nam thành phố, được xem là cửa ngõ phía đông của thủ đô Bắc Kinh.